# Stryper
Stryper és un grup de christian metal originari del Comtat d'Orange, Califòrnia, EUA. Fou fundat el 1983, i esdevingueren els pioners de la popularització comercial del rock cristià. Assoliren un gran èxit durant la segona meitat de la dècada dels anys 80, tal com ho prova l'obtenció d'un disc de platí i dos discos d'or, i se separen el 1992 en un moment en què la majoria dels grans grups de Rock dels 80 perdien popularitat en favor de noves tendències. Tanmateix, la banda es reuní el 2003.
El nom "Stryper" prové d'un passatge de la Bíblia (Isaïes 53:5) en la traducció anglesa del rei Jaume:
"But he was wounded for our transgressions, he was bruised for our iniquities: the chastisement of our peace was upon him; and with his stripes we are healed."
"Però, com que fou traspassat per les nostres infidelitats, capolat per les nostres culpes, el càstig que ens torna la pau queia sobre ell, i és gràcies a les seves nafres que som curats" (Traducció catalana a la Bíblia de Montserrat).
Aquesta referència escriptural forma part habitualment del logo de Stryper. A més, el logo també es caracteritza per les ratlles negres i grogues (tinguem en compte l'homonímia que presenta l'anglès amb "stripe", que tant significa ratlla com nafra causada per un fuet). Finalment, s'ha dit que el nom de la banda és un acrònim obtingut de la següent manera:
"Salvation
Through
Redemption,
Yielding
Peace,
Encouragement,
and
Righteousness."
(La salvació a través de la redempció porta la pau, el coratge i la virtut.)

## Història

### Fundació i auge
Els germans Sweet es convertiren al cristianisme el 1975 gràcies al predicador Jimmy Swaggart. Se sentien inspirats per bandes de Hard Rock com ara Van Halen, però no en compartien el missatge hedonista, festiu, provocador i desvinculat de les religions. Això els empenyé formar una banda en què poguessin desenvolupar llurs inclinacions musicals preferides i ensems expressar lliurement llurs creences espirituals. El projecte inicialment prengué el nom "Roxx Regime" i estava format pels germans Michael Sweet a la veu i la guitarra i Robert Sweet a la bateria, juntament amb Scott Lane a la guitarra solista. Tanmateix, Scott Lane fou arraconat a l'hora de signar el contracte discogràfic. Adoptaren el nom "Stryper" quan el baixista Tim Gaines s'incorporà a la banda, i poc després publicaren l'EP The Yellow and Black Attack el 10 de juliol de 1984. Durant aquest període, Stryper foren teloners de bandes d'èxit i capdavanteres de l'incipient Hard Rock americà dels 80 com Ratt i Bon Jovi, és a dir, el tipus de bandes el missatge de les quals afirmaven no compartir. Això feu que alguns crítics musicals s'exclamessin que Stryper no eren una autèntica banda de Rock cristià. El primer disc de llarga durada fou Soldiers Under Command publicat el 15 de maig de 1985, que esdevingué també llur primer disc d'or, ja que en vengueren més de mig milió de còpies. Per tal d'aprofitar aquest inesperat èxit massiu la companyia discogràfica Enigma reedità l'EP The Yellow and Black Attack el 10 d'agost de 1986 (que en l'edició inicial havia tingut un escàs tiratge de 20000 còpies) amb dues noves peces i una nova portada.
El tercer àlbum de Stryper, To Hell with the Devil, es publicà el 24 d'octubre de 1986 i assolí la categoria de disc de platí després de passar-se tres mesos a les llistes del Billboard, i superà la fabulosa xifra de dos milions de còpies venudes. A més de ser la gravació més reeixida de Stryper, fou també el primer disc de Christian metal que assolí aquestes fites. "Calling On You", "Free" i "Honestly" foren èxits extremadament populars a l'MTV durant el 1987, fins al punt que "Free" i "Honestly" arribaren a ser les cançons més sol·licitades pel públic, malgrat que eren la primera banda del seu gènere que aconseguia aparèixer la famosa cadena musical. "Honestly" és la cançó més coneguda de Stryper i arribà al lloc 32è de les llistes Top 40.
El baixista Tim Gaines no havia participat la gravació de l'àlbum, i durant el període immediatament anterior a la publicació del disc fou substituït per Matt Hurich. Tanmateix, Hurich no va romandre més d'un mes a la banda, malgrat que en aquest temps ja havia estat equipat amb un baix ratllat de groc i negre. Fou Brad Cobb el baixista durant la gravació. No obstant això, quan tocava fer les fotos promocionals pel disc Gaines decidí tornar a ocupar el seu lloc i participà en l'exitosa gira mundial. El 1987 Stryper foren caps de cartell al Dynamo Open Air Festival als Països Baixos.
L'àlbum següent, In God We Trust, publicat el 28 de juny de 1988, també fou disc d'or i la cançó "Always There for You" ocupà breument els llocs baixos de les llistes d'èxits. El so del disc era més proper al Pop que en les gravacions anteriors la qual cosa comportà crítiques tant de la premsa com dels fans, que esgrimien que les cançons eren massa comercials i sobreproduïdes. D'altra banda, la imatge de la banda s'estava acostant a la del glam metal, tan pròpia del moment, i això també provocà les queixes d'alguns sectors de fans. Tot plegat es traduí en una notable davallada de vendes, i aquest cop l'àlbum només durà cinc setmanes al Billboard. Tal com havia passat en el disc anterior, Tim Gaines no participà en la gravació de In God We Trust i fou reemplaçat novament per Brad Cobb. Tim Gaines tornà al grup a l'hora d'emprendre una nova gira mundial. In God We Trust fou guardonat amb els premis Dove de la GMA "Millor disc de Hard Rock" i "Millor cançó de Hard" per la cançó que donava títol al disc.

### Declivi
El 21 d'agost de 1990 Stryper publicà el seu disc més controvertit, Against the Law, en què la imatge i el missatge de la banda sofriren un canvi radical i inesperat. Mentre que en tots els àlbums anteriors el logo i els abillaments s'havien mantingut fidels als dissenys de ratlles grogues i negres i les lletres havien versat sobre la visió cristiana de Déu i la Salvació, a Against the Law hi trobàvem una banda guarnida amb prendes de cuïr negre i amb un missatge que ja no feia cap referència a Déu. A més, el so de la gravació era més dur i proper al Heavy Metal clàssic. El bateria Robert Sweet declarà que el canvi de camí estètic era una resposta a les crítiques rebudes a l'anterior àlbum i un intent de deixar enrere llur aproximació al glam metal. Tanmateix, la base de fans denuncià que la banda havia traït les arrels i l'àlbum tingué uns pobres nivells de vendes. A més, tant la premsa general com la cristina els recriminà que estiguessin tocant una música molt més convencional i, no només haguessin oblidat el compromís cristià, sinó que ara semblaven abraçar l'estil de vida del Rock and Roll. Val a dir, emperò, que molts crítics musicals qualificaren el disc com la seva producció més reeixida a nivell musical.
El 20 de juliol de 1991, havent signat un contracte amb Hollywood Records, Stryper publicà la recopilació de grans èxits Can't Stop the Rock, que incloïa dues noves peces, una de les quals, "Believe", era inspirada en els fets de la Guerra del Golf. La banda continuà oferint actuacions en directe fins que al Febrer de 1992 el líder Michael Sweet abandonà la banda per diferències musicals i amb l'objectiu d'endegar una carrera en solitari.
Stryper encara continuaren com a trio en uns quants concerts per Europa en què Oz Fox assumí la tasca de cantant principal. En alguns moments d'aquest període en què tenien la banda cristiana Bride com a teloners, llur cantant Dale Thompson també cobrí tasques vocals de Stryper. De fet, en un dels concerts Robert Sweet anuncià inesperadament que Thompson seria el nou cantant de Stryper, però això fou posteriorment desmentit per Dale Thompson. En acabar-se la gira la banda retornà als Estats Units i decidí dissoldre's.
Oz Fox i Tim Gaines formaren la banda Sindizzy i gravaren el disc He's Not Dead el 1998. Durant la dècada dels 90, Michael Sweet publicà quatre discos en solitari que obtingueren un èxit relatiu en el mercat de la música cristiana. Robert Sweet fou bateria de diverses bandes, entre les quals Blissed, amb qui publicà un disc el 2002.

### Reunió
El 2003 Hollywood Records demanà als antics membres de Stryper que gravessin alguna cançó nova per a la recopilació de grans èxits Seven: the Best of Stryper, i ells hi accediren amb les peces "Something" i "For You". A continuació també s'organitzà una gira de suport al disc en què la banda reunida oferí 36 concerts als Estats Units que acabà a San Juan, Puerto Rico. L'any següent publicaren un disc en directe, 7 Weeks: Live in America, 2004, i un DVD gravat durant el concert a Puerto Rico. Fou la darrera actuació de la formació original car Gaines abandonà la banda el 2004 abans que toquessin a la Disney's Night of Joy a Orlando. Tracy Ferrie, el baixista del projecte en solitari de Michael Sweet, el substituí.
Després de la Night of Joy show i amb energia renovada Stryper decidiren tornar a l'estudi per gravar un autèntic disc de retorn. Aquest disc, Reborn, va veure la llum el 16 d'agost de 2005 i ha rebut una bona resposta per part de fans i crítica, alguns dels quals àdhuc l'han qualificat de ser un dels millors discos del 2005. Té un so més modern que incorpora aspecte del Rock Alternatiu i el Grunge, menys solos de guitarra i, en definitiva, actualitza el so de Stryper sense perdre'n l'essència, malgrat que algunes cançons s'acosten molt a l'estil de les gravacions en solitari de Michael Sweet. De fet, aquest havia compost els temes amb la intenció d'editar-los en un nou disc en solitari. D'altra banda, les lletres han reprès els temes tradicionals de Stryper, és a dir, Déu i la Salvació.
El 13 de novembre de 2007 han actuat per primera vegada als Països Catalans amb un concert a la sala Apol·lo de Barcelona.

## Membres actuals
- Michael Sweet - guitarra i veu (1983 - 1992, 2003 - present)
- Oz Fox - guitarra solista (1983 - 1992, 2003 - present)
- Robert Sweet - bateria, (1983 - 1992, 2003 - present)
- Tracy Ferrie - baix (2004 - present)

### Membres anteriors
- Tim Gaines - baix (1983 - 1992, 2003 - 2004)
- Scott Lane - guitarra

## Discografia

### Àlbums d'estudi
- The Yellow and Black Attack (10 de juliol de 1984)
- Soldiers Under Command (16 de maig de 1985)
- The Yellow and Black Attack (Reedició) (10 d'agost de 1986)
- To Hell with the Devil (24 d'octubre de 1986)
- In God We Trust (28 de juny de 1988)
- Against the Law (21 d'agost de 1990)
- Reborn (16 d'agost de 2005)
- The Roxx Regime Demos (10 de juliol de 2007)

### Àlbums en directe
- 7 Weeks: Live in America, 2003 (18 de maig de 2003)
- Extended Versions (31 d'Octubre 2006)

### Recopilatoris
- Can't Stop the Rock (20 de juliol de 1991)
- 7: The Best Of Stryper (25 de març de 2003)